# 利光宗魚
利光 宗魚（としみつ そうぎょ）は、戦国時代から安土桃山時代にかけての武将。大友氏の家臣。大友氏庶流戸次氏の支流利光氏の一族。宗魚は法名、実名は鑑教（あきのり）。別名宗匡。豊後国鶴賀城主。

## 略歴
主に大友義鑑の子・義鎮（宗麟）とその子・義統父子に仕えた重臣である。
天正9年（1581年）3月に義統の命令で日向宮崎で島津忠長や新納忠元と対峙する志賀道易を救援する。
天正13年（1585年）に宗麟の勧めを受けてキリシタンの洗礼を受けた。
天正14年（1586年）に宗魚は3千9百余騎を引連れ肥前、筑前に出陣していたが、留守の間に島津軍の豊後侵略（豊薩合戦）を受けたため帰国し、11月、島津家久の率いる2万の大軍が宗魚の居城・鶴賀城に迫った。宗魚がまだ城に戻れていない状況であるため、彼の子の統久らは城兵を率いて抗戦しても対抗できないと考え、家臣・牧宗之助を人質に出して一時的に島津軍と講和した。のちに戻った宗魚は、家久の降伏勧告を拒否して、城兵700余名と非戦闘員が3千人ほど籠城の構えをみせたのち、夜討ちを仕掛け成功させた。
12月3日、利光一門の利光伊予守は島津軍に備えるため、佐藤美作守と共に300余名を率いて出陣。島津軍500余名と大筒井川で合戦になり、切岩の坂で鉄砲や大石をよく運用して地の利を生かした巧みな戦いで島津軍に大損害を与えた。利光軍は佐藤美作守ら32名が戦死。島津軍は53名が戦死。同月6日から本格的な城攻めが行われ、利光氏家臣の浅見景治と徳丸長継らが戦死した。その日のうちに三の丸、二の丸が落ち、本丸域を残すのみとなったが、島津軍はそれ以上攻めきることができず、ひとまず家久は城の南の梨尾山に退いた。翌7日、宗魚は物見櫓でその撤退を視察する際、流れ弾に当たり死亡した。
城兵は宗魚の死を隠して戦いを続け、なおも5日ほど持ち堪えた。一連の戦いで、利光軍は１千人、島津軍は３千人ほどが戦死したとされる。だが、直後の戸次川の戦いで大友軍が家久に敗北してしまったため、やむなく降伏する事となった。主君・宗麟は利光氏の忠勤を賞して開城させ、 城兵を臼杵に収容した。

## 人物
立花道雪の妹を娶る。大友への忠義を守って忠節を尽くす清廉な勇将と伝わる。

## 家臣団
- 成大寺家永（豪永とも。宗魚の弟、筆頭家老）
- 利光重助（宗魚の弟。軍監と務める）
- 利光伊予守（一門衆）
- 浅見景治（太郎。軍監と務める）
- 高橋左近（客将。軍監と務める）
- 村上三郎右衛門（与力衆）
- 佐藤美作守
- 加藤兵庫
- 池永宮内
- 稗田三郎右衛門
- 猪野道察
- 清田助右衛門
- 板井三郎右衛門
- 古家右馬之丞
- 得丸長継（弾正）
- 得丸傳八
- 但馬兵庫
- 葛城兵馬
- 戸次統早
- 麻生直右衛門
- 寒田統員
- 生野帯刀
- 中島玄佐
- 古屋鎮勝
- 牧宇之助（与力衆）
- 原源之進

## 参考資料
- 『鶴賀城戦史』